# Coerebidae
Coerebidae là một họ chim trong bộ Passeriformes.